# P2PTV
P2PTV es una técnica de transmisión y difusión de contenidos audiovisuales (vídeos, televisión, etc.) a través de la red de Internet usando la arquitectura de los sistemas P2P, donde los nodos individuales se conectan a otros nodos para recibir los streams de vídeo y audio, en lugar de hacerlo mediante un servidor central, como sucede en la televisión basada en IP (IPTV).

## Introducción
Las consecuencias del uso de la transmisión de vídeo a través del sistema P2P no han sido prácticamente valoradas hasta los últimos dos años, ya que la atención alrededor de las redes P2P se ha focalizado siempre en el contenido de los ficheros que se transmiten. Las cuestiones sobre los derechos de autor, han ido apartando el análisis del impacto tecnológico que supone su uso sobre los procesos de distribución de material multimedia y la televisión actuales.

## El debate legal: un precedente
El debate generado alrededor de la p2ptv se ha ido desmarcando del resto de aplicaciones p2p. El hecho de que la gran mayoría de retransmisiones que se realizan en las televisiones se hagan en abierto, constituye un argumento más fuerte que el planteado en el caso de las descargas de música y de películas a través de Internet, por el impacto social que supone. El punto de referencia es el caso Betamax, el año 1984, cuando el Tribunal Supremo de Estados Unidos desestimó la denuncia interpuesta por Universal City Studios Inc. contra los fabricantes de reproductores de vídeo, porque sus productos facilitaban a los usuarios infringir los derechos de autor en detrimento de los propietarios de los derechos televisivos. La decisión se tomó basándonos en el derecho de los consumidores a grabarse los programas para poderlos ver más tarde. La sentencia de Betamax apuntaba concretamente que no se podía aceptar la acusación cuando los reproductores de vídeo «tenían importantes usos legales».
Finalmente, la introducción de los VCR no resultó ningún tipo de pérdida para las televisiones (ni en ingresos publicitarios), y tuvo consecuencias muy positivas para los estudios audiovisuales, en forma de ventas y negocios de alquiler, con la aparición de nuevos mercados de películas y programas grabados en vídeo.

### Puntos a favor y puntos en contra
Que sea aprobada de forma legal la posibilidad de compartir televisión tiene dos puntos clave: por un lado, se ha demostrado que compartir los ficheros tiene un uso potencialmente legal, ya que permite a los espectadores ver programas en horas más adecuadas a su vida diaria, y por otro, que la mayoría de gente que se descarga programas lo hace durante la retransmisión original. Pese a esto, se cree que las nuevas oportunidades de vídeo bajo demanda, aprovechadas por algunos distribuidores como un valor añadido a sus productos, y los distribuidores de DVD, podrían verse perjudicados; la facilidad con que se puede crear y distribuir material audiovisual podría afectar sustancialmente los ingresos en publicidad (tal como se prevé pasará en España con la TDT). Estos motivos, juntamente con la introducción de técnicas como el DMCA o el estándar de señalización de emisiones, hacen pensar que la legislación y la regulación política van en dirección de favorecer el interés de los propietarios

## Nuevas posibilidades
Paradójicamente al debate, algunos distribuidores de televisión (como la BBC y sobre todo televisiones chinas como TVK00) han encontrado en las redes P2P la posibilidad de aumentar sus audiencias más allá de las que ya tenían, y han empezado a promover la distribución de sus programas a través del compartimiento peer-to peer. Los trabajos de investigación realizados sobre P2P sugieren que, lejos de diluir la demanda, cuanto más grande es la audiencia inicial de un programa, más tiempo durará en parrilla. Por este motivo, la posibilidad de distribuir con permiso material con derechos de autor de forma económica y eficiente a través de redes P2P, después de la hora o la fecha originales, hace crecer la frecuencia con la que ese programa se verá (incluyendo la publicidad introducida) y aumenta su valor añadido. Esto hace que poco a poco los propietarios de derechos televisivos comienzan a liberar la polémica sobre el vacío legal.

## Impacto tecnológico
En lo relativo a las televisiones habituales, la introducción de la IPTV, suponía la superación de los límites territoriales a los que estaban circunscritas las emisiones convencionales y la posibilidad de una mayor diversidad de programas y otras actividades interactivas. Pese a esto, la televisión en línea, se ha ido extendiendo muy lentamente, debido a los costes que supone realizar un streaming de calidad desde los servidores de una sola empresa a toda la audiencia potencial.
Este problema se supera con el uso de la tecnología P2P. En la televisión IPTV la arquitectura utilizada es cliente-servidor (típica en Internet) en la cual la información que se transmite procede de una sola fuente: el streaming se realiza desde los ordenadores hacia el servidor principal, que tiene que mandar la misma información para todos. Esto supone, por ejemplo, que si un vídeo necesita 500 kbps y se conectan siete personas, el servidor requerirá una línea de 3500 kbps para poder mandar las imágenes a todos.

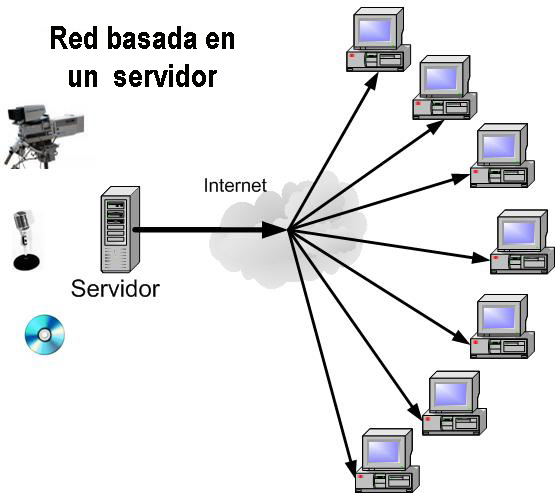
Ejemplo de una red IPTV.

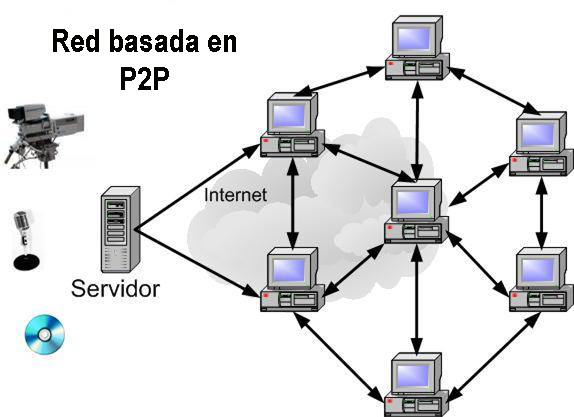
Ejemplo de una red p2pTV.

### Funcionamiento básico
El uso del sistema P2P implica que los usuarios utilizan su conexión a Internet para ayudar en la distribución de la señal: los usuarios que están realizando un streaming de bajada se convierten en pequeños servidores que lo ofrecen a otros usuarios. De este modo, se solucionan los dos grandes problemas de la transmisión broadcast por Internet: se disminuye la carga del servidor y el ancho de banda ocupado. Con la p2ptv algunos canales pueden mantener más de 100.000 conexiones simultáneas de forma fluida y sin la necesidad de demasiado ancho de banda.

### Funcionamiento del programa P2P TV
Cuando se visualiza un canal de televisión desde un emisor a través de un sistema P2P, aparte de recibir la información de descarga, se está enviando (se sube) a otros usuarios que están viendo el mismo canal. La idea es sencilla: nuestro programa realiza a la vez las funciones de cliente y servidor.
A este nivel existe aún la función de servidor, tal y como se conoce, aunque en este caso recibe el nombre de tracker. Su misión es poner en contacto entre sí a todos los usuarios que deseen ver un mismo canal, de forma que puedan compartirlo.

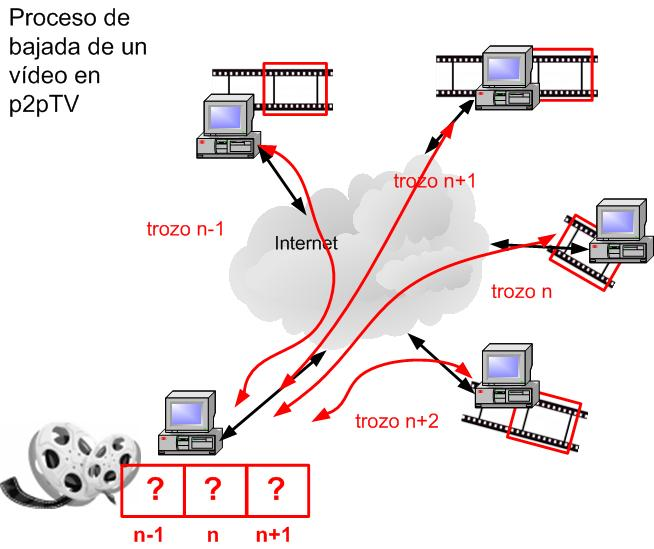
Ejemplo p2pTV.

## Consecuencias

### Consecuencias sociales
La distribución P2P de vídeo y de televisión cambia el comportamiento de los usuarios, que pasan de ser simple audiencia a convertirse en potenciales usuarios y distribuidores de material audiovisual, ya que p2ptv facilita a los colectivos, empresas, sociedades vecinales y personas individuales poder crear sus propios canales de contenidos ahorrándose los costes de transmisión.

### Consecuencias técnicas
Aunque la actividad de vídeo P2P en Internet es aún pequeña, se está generando una gran demanda de capacidad en toda la red. De manera contraria a lo que ocurre con la distribución de música, los operadores de red sufrirán el impacto de la distribución de vídeo P2P mucho antes que los propietarios de contenidos. El impacto sobre la red tiene dos puntos significativos:
- La capacidad tiene un coste, y si los operadores de red no reciben nada a cambio tienen motivos suficientes para acabar limitando la capacidad de los usuarios.
- El aumento en el tráfico de subida (el que envía un usuario a la red) que implica el envío de vídeos P2P por parte de los usuarios, rompe la asimetría utilizada en el diseño que se ha realizado hasta ahora de los accesos a Internet y obliga a rediseñar la red de nuevo.

En cualquier caso, estos dos puntos conflictivos, pueden acabar motivando la aparición de nuevas tecnologías y aplicaciones.